# Bilan saison par saison du Hockey Club Fribourg-Gottéron
 (avril 2025).
Si vous disposez d'ouvrages ou d'articles de référence ou si vous connaissez des sites web de qualité traitant du thème abordé ici, merci de compléter l'article en donnant les références utiles à sa vérifiabilité et en les liant à la section « Notes et références ».
Le Hockey Club Fribourg-Gottéron est une équipe membre de la Swiss Ice Hockey Federation (Fédération suisse de hockey sur glace). Cette page retrace ses résultats, depuis sa création, dans les différentes compétitions auxquelles elle a participé.

## Championnat de Suisse
Ce chapitre récapitule le parcours de l’équipe en championnat.

### Avant l'introduction des séries éliminatoires
| Saison    | PJ        | V       | D       | N   | BP          | BC          | Pts       | Classement                                                                                                   | Remarque | Entraîneur                                  |
| --------- | --------- | ------- | ------- | --- | ----------- | ----------- | --------- | --- | --- | ------------------------------------------- |
| 1938-1939 |           |         |         |     |             |             |           | - | | Aucun                                       |
| 1939-1940 |           |         |         |     |             |             |           | - | | Aucun                                       |
| 1940-1941 |           |         |         |     |             |             |           | Série B | | Aucun                                       |
| 1941-1942 |           |         |         |     |             |             |           | Série B | | Aucun                                       |
| 1942-1943 |           |         |         |     |             |             |           | Série B | | Aucun                                       |
| 1943-1944 |           |         |         |     |             |             |           | Série B | | Aucun                                       |
| 1944-1945 | 2         | 0       | 1       | 1   | 2           | 4           | 1         | Série B, 2e de la poule Fribourg/Neuchâtel                                                                   | | Aucun                                       |
| 1945-1946 |           |         |         |     |             |             |           | Série B | | Walter Essig                                |
| 1946-1947 |           |         |         |     |             |             |           | Série B, 1er d’un groupe romand                                                                              | Finales de la poule jurassienne : · 4-2 HC Tramelan · 2-3 a. p. HC Le Locle · Repêché en Série A (création de la LNB) | Walter Essig                                |
| 1947-1948 | 2         | 2       | 0       | 0   | 17          | 2           | 4         | Série A, 1er d’un groupe romand                                                                              | Finales de la poule jurassienne : 4-7 Young Sprinters Neuchâtel II | Walter Essig                                |
| 1948-1949 |           |         |         |     |             |             |           | Série A | Finales de la poule jurassienne : 3-0 HC Le Locle · Finales romandes : · 5-4 HC Montana · 3-4 HC Chateau-d'Oex | Walter Essig                                |
| 1949-1950 |           |         |         |     |             |             |           | Série A | | Walter Essig                                |
| 1950-1951 | 4         | ?       | ?       | ?   | ?           | ?           | 6         | Série A | | Walter Essig                                |
| 1951-1952 | 4         | 4       | 0       | 0   | 28          | 2           | 8         | Série A, 1er d’un groupe romand                                                                              | Finales de la poule Vaud-Genève-Fribourg 5-4 HC Château-d'Oex · Finales romandes : · 1-0 HC Tramelan · 2-0 HC Montana · Finales nationales : · 3-4 HC Grindelwald | Walter Essig                                |
| 1952-1953 | 4         | 4       | 0       | 0   | ?           | ?           | 8         | Série A, 1er d’un groupe romand                                                                              | Finales de la poule Vaud-Genève-Fribourg 7-1 / 9-3 HC Château-d'Oex · Finales romandes : · 3-5 Corgémont · 4-0 HC Montana · Finales nationales : · 5-1 SC Langnau · 2-3 Zurich SC Seniors · Match de promotion/relégation LNB/Série A : · 12-2 EHC Thalwil · Promu en LNB | Walter Essig                                |
| 1953-1954 | 7         | 4       | 2       | 1   | 21          | 26          | 9         | 3e de la poule III de LNB                                                                                    | | Wolfgang Gosnik                             |
| 1954-1955 | 8 2       | ? 1     | ? 1     | ? 0 | ? 9         | ? 23        | ? 2       | 1er de la poule III de LNB 2e de la poule finale de LNB                                                      | | Alfred Streun (en)                          |
| 1955-1956 | 10        | 6       | 4       | 0   | 40          | 36          | 12        | 3e de la poule ouest de LNB                                                                                  | | Jimmy Raesbeck                              |
| 1956-1957 | 8         | ?       | ?       | ?   | ?           | ?           | ?         | 2e de la poule centre de LNB                                                                                 | | Mike O'Brien                                |
| 1957-1958 | 12        | 3       | 8       | 1   | 48          | 57          | 7         | 4e de la poule ouest de LNB                                                                                  | | Raymond Maisonneuve                         |
| 1958-1959 | 12        | 3       | 9       | 0   | 46          | 65          | 6         | 6e de la poule ouest de LNB                                                                                  | | Raymond Maisonneuve                         |
| 1959-1960 | 12        | 7       | 3       | 2   | 63          | 39          | 16        | 2e de la poule est de LNB                                                                                    | | Bruce Hamilton                              |
| 1960-1961 | 14        | 11      | 0       | 3   | 73          | 39          | 25        | 1er de la poule ouest de LNB                                                                                 | Match de barrage de la poule ouest : · 6-1 HC La Chaux-de-Fonds · Finale de LNB : · 2-3 / 4-5 SC Langnau | Bruce Hamilton                              |
| 1961-1962 | 14        | 4       | 8       | 2   | 46          | 67          | 10        | 6e de la poule ouest de LNB                                                                                  | | Bruce Hamilton                              |
| 1962-1963 | 14        | 6       | 6       | 2   | 55          | 58          | 14        | 4e de la poule est de LNB                                                                                    | | André Girard                                |
| 1963-1964 | 14        | 8       | 6       | 0   | 87          | 72          | 16        | 3e de la poule est de LNB                                                                                    | | Reto Delnon                                 |
| 1964-1965 | 14        | 5       | 8       | 1   | 51          | 70          | 11        | 7e de la poule ouest de LNB                                                                                  | | Reto Delnon                                 |
| 1965-1966 | 18        | 5       | 10      | 3   | 65          | 98          | 13        | 7e de la poule ouest de LNB                                                                                  | | Reto Delnon                                 |
| 1966-1967 | 18 6      | 5       | 11 0    | 2 1 | 51 32       | 66 12       | 12 11     | 9e de la poule ouest de LNB 1er de la poule ouest de maintien                                                | | Reto Delnon Jean-Marie Schaller Reto Delnon |
| 1967-1968 | 14        | 4       | 8       | 2   | 41          | 59          | 10        | 6e de la poule ouest de LNB                                                                                  | | Michel Wehrli                               |
| 1968-1969 | 15 8      | 7 2     | 6 3     | 2 3 | 58 27       | 57 26       | 14 7      | 5e de la poule ouest de LNB 6e de la poule finale                                                            | | Michel Wehrli Tim Haines                    |
| 1969-1970 | 14        | 7 6     | 5 8     | 2 0 | 46 42       | 48 61       | 16 12     | 3e de la poule ouest de LNB 6e de la poule finale                                                            | | Tim Haines                                  |
| 1970-1971 | 14        | 9 4     | 4 9     | 1   | 62 44       | 49 70       | 19 9      | 2e de la poule ouest de LNB 8e de la poule finale                                                            | | Peter Schmidt                               |
| 1971-1972 | 14        | 9 8     | 3 4     | 2   | 53 70       | 37 50       | 20 18     | 1er de la poule ouest de LNB 3e de la poule finale                                                           | | Germain Bourgeois                           |
| 1972-1973 | 14        | 11 7    | 3 7     | 0   | 92 57       | 45 65       | 22 14     | 2e de la poule ouest de LNB 5e de la poule finale                                                            | | Reynald Lacroix                             |
| 1973-1974 | 14        | 7 5     | 6 8     | 1   | 65 60       | 63 89       | 15 11     | 4e de la poule ouest de LNB 6e de la poule finale                                                            | | Peter Schmidt                               |
| 1974-1975 | 14        | 5       | 8 4     | 1 5 | 62          | 84 58       | 11 15     | 5e de la poule ouest de LNB 5e de la poule de maintien                                                       | | Reto Delnon Gérald Aucoin                   |
| 1975-1976 | 14        | 5       | 7 9     | 2 0 | 45 55       | 71 79       | 12 10     | 6e de la poule ouest de LNB 7e de la poule de maintien                                                       | Relégué en 1L | Germain Bourgeois                           |
| 1976-1977 | 18        | 18      | 0       | 0   | ?           | ?           | 36        | 1er du groupe III de 1L                                                                                      | Séries éliminatoires : · 7-3 / 5-5 HC Martigny · 4-0 / 0-4 / 2-4 HC Neuchâtel Young Sprinters | Maurice Renevey                             |
| 1977-1978 | 18        | 16      | 2       | 0   | 142         | 32          | 32        | 1er du groupe IV de 1L                                                                                       | Séries éliminatoires : · 5-2 / 2-0 EHC Wiki-Münsingen · 7-2 / 6-4 HC Martigny · Promu en LNB | Raymond Maisonneuve                         |
| 1978-1979 | 30        | 16      | 13      | 1   | 149         | 118         | 33        | 6e de LNB | | Raymond Maisonneuve Gaston Pelletier        |
| 1979-1980 | 28 6      | 20 4    | 6 1     | 2 1 | 183 34      | 89 25       | 42 9      | 2e du groupe ouest de LNB 1er de la poule de promotion en LNA                                                | Promu en LNA | Gaston Pelletier                            |
| 1980-1981 | 28 10     | 13 2    | 10 6    | 5 2 | 111 31      | 106 54      | 31 6      | 3e de LNA 4e de la poule finale                                                                              | | Gaston Pelletier                            |
| 1981-1982 | 28 10     | 11 4    | 10 6    | 7 0 | 108 39      | 112 48      | 29 8      | 5e de LNA 5e de la poule finale                                                                              | | Gaston Pelletier                            |
| 1982-1983 | 28 10     | 16 5    | 9 2     | 3   | 119 51      | 95 33       | 35 13     | 4e de LNA 2e de la poule finale                                                                              | | Paul-André Cadieux                          |
| 1983-1984 | 14 6 14 6 | 7 2 7 2 | 6 2 5 2 | 1 2 | 64 21 58 26 | 70 19 55 35 | 15 6 16 6 | 3e de la première phase de LNA 3e de la deuxième phase 3e de la troisième phase 3e de la poule pour le titre | | Paul-André Cadieux                          |
| 1984-1985 | 28 10     | 15 3    | 12 7    | 1 0 | 113 31      | 115 67      | 31 6      | 4e de la première phase de LNA 4e de la poule finale                                                         | | Paul-André Cadieux                          |

### Après l'introduction des séries éliminatoires
| Saison    | PJ    | V    | VP  | VF  | D    | DP  | DF  | N   | BP     | BC     | Pts        | Classement                         | Séries éliminatoires                                                | Entraîneur                                              |
| --------- | ----- | ---- | --- | --- | ---- | --- | --- | --- | ------ | ------ | ---------- | ---------------------------------- | ------------------------------------------------------------------- | ------------------------------------------------------- |
| 1985-1986 | 36    | 14   | —   | —   | 19   | —   | —   | 3   | 157    | 190    | 31         | 6e de LNA                          | Non qualifié                                                        | Kent Ruhnke                                             |
| 1986-1987 | 36    | 13   | —   | —   | 19   | —   | —   | 4   | 170    | 205    | 30         | 7e de LNA                          | Non qualifié                                                        | Kent Ruhnke Bengt Ohlson (en)                           |
| 1987-1988 | 36    | 11   | —   | —   | 22   | —   | —   | 3   | 152    | 200    | 25         | 8e de LNA                          | Non qualifié                                                        | Mike McNamara / Rémi Lévesque                           |
| 1988-1989 | 36    | 9    | —   | —   | 26   | —   | —   | 1   | 120    | 246    | 19         | 8e de LNA                          | 0-2 HC Lugano                                                       | Mike McNamara / Rémi Lévesque                           |
| 1989-1990 | 36    | 13   | —   | —   | 19   | —   | —   | 4   | 134    | 167    | 30         | 7e de LNA                          | 1-2 CP Berne                                                        | Mike McNamara / Rémi Lévesque Paul-André Cadieux        |
| 1990-1991 | 36    | 19   | —   | —   | 15   | —   | —   | 2   | 167    | 147    | 40         | 4e de LNA                          | 3-2 HC Ambrì-Piotta · 0-3 CP Berne                                  | Paul-André Cadieux                                      |
| 1991-1992 | 36    | 25   | —   | —   | 6    | —   | —   | 5   | 186    | 99     | 55         | 1er de LNA                         | 3-1 HC Bienne · 3-2 HC Ambrì-Piotta · 2-3 CP Berne                  | Paul-André Cadieux                                      |
| 1992-1993 | 36    | 25   | —   | —   | 7    | —   | —   | 4   | 171    | 100    | 54         | 2e de LNA                          | 4-0 Zürcher SC · 3-1 HC Ambrì-Piotta · 0-3 EHC Kloten               | Paul-André Cadieux                                      |
| 1993-1994 | 36    | 29   | —   | —   | 4    | —   | —   | 3   | 195    | 83     | 61         | 1er de LNA                         | 3-0 Zürcher SC · 3-1 EV Zoug · 1-3 EHC Kloten                       | Paul-André Cadieux                                      |
| 1994-1995 | 36    | 18   | —   | —   | 13   | —   | —   | 5   | 177    | 140    | 41         | 5e de LNA                          | 3-2 HC Davos · 0-3 EV Zoug                                          | Paul-André Cadieux                                      |
| 1995-1996 | 36    | 11   | —   | —   | 17   | —   | —   | 8   | 114    | 116    | 30         | 9e de LNA                          | Finale des play-out : · 4-0 Lausanne HC                             | Kjell Larsson Marc Leuenberger André Peloffy            |
| 1996-1997 | 36 10 | 17 3 | —   | —   | 14 5 | —   | —   | 5 2 | 135 32 | 110 44 | 39 8       | 4e de LNA 6e de la poule finale    | 0-3 HC Davos                                                        | André Peloffy                                           |
| 1997-1998 | 40    | 23   | —   | —   | 12   | —   | —   | 5   | 142    | 111    | 51         | 2e de LNA                          | 4-3 EHC Kloten · 1-4 HC Davos                                       | André Peloffy                                           |
| 1998-1999 | 45    | 13   | —   | —   | 29   | —   | —   | 3   | 112    | 165    | 29         | 9e de LNA                          | Finale des play-out : · 4-0 SC Langnau                              | André Peloffy Rudolf Raemy / Andreï Khomoutov           |
| 1999-2000 | 45    | 14   | —   | —   | 25   | —   | —   | 6   | 132    | 153    | 34         | 8e de LNA                          | 0-4 HC Lugano                                                       | Ueli Schwarz Colin Muller                               |
| 2000-2001 | 44    | 18   | —   | —   | 20   | —   | —   | 6   | 133    | 136    | 42         | 8e de LNA                          | 1-4 HC Lugano                                                       | Serge Pelletier                                         |
| 2001-2002 | 44    | 21   | —   | —   | 16   | —   | —   | 7   | 142    | 138    | 49         | 3e de LNA                          | 1-4 Kloten Flyers                                                   | Serge Pelletier                                         |
| 2002-2003 | 44    | 16   | —   | —   | 23   | —   | —   | 5   | 118    | 165    | 37         | 9e de LNA                          | Non qualifié                                                        | Colin Muller                                            |
| 2003-2004 | 48    | 22   | —   | —   | 23   | —   | —   | 3   | 152    | 135    | 47         | 8e de LNA                          | 0-4 HC Lugano                                                       | Ievgueni Popichine Michael McParland                    |
| 2004-2005 | 44    | 13   | —   | —   | 24   | —   | —   | 7   | 115    | 145    | 33         | 10e de LNA                         | Play-out : · 2-4 SCL Tigers · 4-1 Lausanne HC                       | Michael McParland                                       |
| 2005-2006 | 44    | 17   | —   | —   | 21   | —   | —   | 6   | 136    | 154    | 40         | 9e de LNA                          | Play-out : · 2-4 SCL Tigers · 0-4 ZSC Lions · 4-2 HC Bienne         | Michael McParland                                       |
| 2006-2007 | 44    | 12   | ?   | ?   | 19   |     |     | —   | 134    | 167    | 50         | 10e de LNA                         | Play-out : · 4-0 SCL Tigers                                         | Serge Pelletier                                         |
| 2007-2008 | 50    | 17   | ?   | ?   | 21   |     |     | —   | 132    | 163    | 70         | 8e de LNA                          | 4-2 CP Berne · 1-4 Genève-Servette HC                               | Serge Pelletier                                         |
| 2008-2009 | 50    | 19   | 3   | 4   | 20   | 3   | 1   | —   | 154    | 143    | 75         | 7e de LNA                          | 4-0 ZSC Lions · 3-4 HC Davos                                        | Serge Pelletier                                         |
| 2009-2010 | 50    | 18   | 1   | 3   | 22   | 3   | 3   | —   | 145    | 160    | 68         | 7e de LNA                          | 3-4 Genève-Servette HC                                              | Serge Pelletier                                         |
| 2010-2011 | 50    | 14   | 2   | 6   | 22   | 3   | 3   | —   | 157    | 154    | 64         | 8e de LNA                          | 0-4 HC Davos                                                        | Serge Pelletier René Matte                              |
| 2011-2012 | 50    | 26   | 3   | 3   | 14   | 1   | 3   | —   | 156    | 120    | 94         | 3e de LNA                          | 4-2 HC Lugano · 1-4 CP Berne                                        | Hans Kossmann                                           |
| 2012-2013 | 50    | 24   | 4   | 7   | 10   | 1   | 4   | —   | 163    | 123    | 99         | 1er de LNA                         | 4-3 HC Bienne · 4-1 ZSC Lions · 2-4 CP Berne                        | Hans Kossmann                                           |
| 2013-2014 | 50    | 32   | 2   | 2   | 18   | 0   | 3   | —   | 151    | 147    | 86         | 2e de LNA                          | 4-0 HC Ambrì-Piotta · 2-4 Kloten Flyers                             | Hans Kossmann                                           |
| 2014-2015 | 50 6  | 11 4 | 3   | 6 0 | 22 1 | 5 0 | 3 0 | —   | 144 16 | 177 9  | 59 13      | 9e de LNA 1er du tour de placement |                                                                     | Hans Kossmann René Matte / Dany Gelinas Gerd Zenhäusern |
| 2015-2016 | 50    | 22   | 0   | 2   | 21   | 2   | 3   | —   | 148    | 154    | 75         | 6e de LNA                          | 1-4 Genève-Servette HC                                              | Gerd Zenhäusern                                         |
| 2016-2017 | 50 6  | 12 3 | 5 1 | 0   | 31 2 | 2 0 | 0   | —   | 130 18 | 177 10 | 48 11      | 11e de LNA 3e du tour de placement | Finale des play-out : · 4-1 HC Ambrì-Piotta                         | Gerd Zenhäusern Larry Huras                             |
| 2017-2018 | 50    | 20   | 1   | 4   | 18   | 4   | 3   | —   | 133    | 139    | 77         | 5e de NL                           | 1-4 HC Lugano                                                       | Mark French                                             |
| 2018-2019 | 50 6  | 22 4 | 2 0 | 1 0 | 23 0 | 1   | 1   | —   | 125 21 | 125 13 | 74 13      | 10e de NL 1er du tour de placement |                                                                     | Mark French                                             |
| 2019-2020 | 50    | 17   | 7   | 3   | 21   | 2   | 0   | —   | 122    | 136    | 73         | 7e de NL                           | Championnat annulé après la saison régulière à cause du coronavirus | Mark French Christian Dubé                              |
| 2020-2021 | 51    | 26   | 2   | 2   | 17   | 3   | 1   | —   | 159    | 151    | 1,765 (90) | 3e de NL                           | 1-4 Genève-Servette HC                                              | Christian Dubé                                          |
| 2021-2022 | 50    | 26   | 5   | 1   | 14   | 3   | 1   | —   | 159    | 123    | 1,880 (94) | 2e de NL                           | 4-1 Lausanne HC · 0-4 ZSC Lions                                     | Christian Dubé                                          |
| 2022-2023 | 52    | 23   | 1   | 1   | 19   | 3   | 5   | —   | 149    | 138    | 81         | 7e de NL                           | Préplay-off : 0-2 HC Lugano                                         | Christian Dubé                                          |
| 2023-2024 | 52    | 28   | 4   | 3   | 13   | 2   | 2   | —   | 175    | 124    | 102        | 2e de NL                           | 4-3 HC Lugano · 1-4 Lausanne HC                                     | Christian Dubé                                          |
| 2024-2025 | 52    | 21   | 3   | 2   | 16   | 6   | 4   | —   | 132    | 128    | 83         | 6e de NL                           | 4-3 CP Berne · 3-4 Lausanne HC                                      | Patrick Emond Lars Leuenberger                          |
| 2025-2026 |       |      |     |     |      |     |     |     |        |        |            |                                    |                                                                     | Roger Rönnberg (en)                                     |

## Coupe de Suisse
Ce chapitre récapitule le parcours de l’équipe en coupe.
| Édition                                                               | Tour                | Parcours | Entraîneur                    |
| --------------------------------------------------------------------- | ------------------- | --- | ----------------------------- |
| 1956-1957                                                             | Huitièmes de finale | 3-8 HC Ambrì-Piotta (LNA) | Mike O'Brien                  |
| 1957-1958                                                             | Deuxième tour       | 5-4 Urania Genève Sport (1L) · 6-17 CP Berne (LNB)                                                                                | Raymond Maisonneuve           |
| 1958-1959                                                             | Demi-finales        | 7-0 EHC Veltheim (de) (?) · 9-5 HC Soleure (1L) · 4-3 HC La Chaux-de-Fonds (LNB) · 7-13 Neuchâtel Sports Young Sprinters HC (LNA) | Raymond Maisonneuve           |
| 1959-1960                                                             | Huitièmes de finale | 8-3 EHC Winterthour (1L) · 3-5 HC Bâle-Rotweiss (LNA)                                                                             | Bruce Hamilton                |
| 1960-1961                                                             | Huitièmes de finale | 7-2 HC Martigny (LNB) · 2-6 HC Ambrì-Piotta (LNA)                                                                                 | Bruce Hamilton                |
| 1961-1962                                                             | Huitièmes de finale | 21-2 EHC Rheinfelden (?) · 7-4 HC Bienne (LNB) · 3-5 HC Ambrì-Piotta (LNA)                                                        | Bruce Hamilton                |
| 1962-1963                                                             | Troisième tour      | 6-1 EHC Urdorf (?) · 2-7 Urania Genève Sport (LNB)                                                                                | André Girard                  |
| 1963-1964                                                             | Quarts de finale    | 15-1 EHC Binnigen (1L) · 6-4 HC Bienne (LNB) · 10-0 SC Herisau (?) · 5-6 HC Lugano (1L)                                           | Reto Delnon                   |
| 1964-1965                                                             | Huitièmes de finale | 8-3 CP Fleurier (LNB) · 12-4 HC Le Pont-Charbonnières (1L) · 4-6 HC Viège (LNA)                                                   | Reto Delnon                   |
| 1965-1966                                                             | Troisième tour      | 7-6 EHC Rot-Blau (de) (?) · 3-7 HC Bienne (LNB)                                                                                   | Reto Delnon                   |
| Aucune édition disputée entre 1967 et 1970                            |                     | |                               |
| 1971-1972                                                             | Huitièmes de finale | 9-1 HC Bienne (LNB) · 1-8 Genève-Servette HC (LNA)                                                                                | Germain Bourgeois             |
| Aucune édition disputée entre 1973 et 2013                            |                     | |                               |
| 2014-2015                                                             | Huitièmes de finale | 10-1 HC université Neuchâtel (1L) · 2-4 HC Ambrì-Piotta (LNA)                                                                     | Hans Kossmann Gerd Zenhäusern |
| 2015-2016                                                             | Huitièmes de finale | 3-1 SC Lyss (1L) · 1-2 Lausanne HC (LNA)                                                                                          | Gerd Zenhäusern               |
| 2016-2017                                                             | Quarts de finale    | 4-3 HC Red Ice (LNB) · 3-2 ZSC Lions (LNA) · 1-2 EV Zoug (LNA)                                                                    | Larry Huras                   |
| 2017-2018                                                             | Huitièmes de finale | 6-1 HC Saint-Imier (1L) · 1-2 SCL Tigers (NL)                                                                                     | Mark French                   |
| 2018-2019                                                             | Huitièmes de finale | 7-2 HC Sierre (MSL) 1-6 CP Berne (NL)                                                                                             | Mark French                   |
| 2019-2020                                                             | Huitièmes de finale | 9-1 HC Valais-Chablais (MSL) 2-4 SC Rapperswil-Jona Lakers (NL)                                                                   | Mark French Christian Dubé    |
| 2020-2021                                                             | Demi-finales        | 8-2 HC Sierre (SL) 4-1 HC Viège (SL) 2-1 HC Ambrì-Piotta (NL) 1-4 ZSC Lions (NL)                                                  | Christian Dubé                |
| Aucune édition disputée depuis 2021 pour les clubs de National League |                     | |                               |

## Coupe Spengler
Ce chapitre récapitule le parcours de l'équipe lors de ses quatre participations à la Coupe Spengler.
| Édition | PJ | V | VP | VF | D | DP | DF | N | BP | BC | Pts | Classement             | Phase à élimination directe                     | Entraîneur          |
| ------- | -- | - | -- | -- | - | -- | -- | - | -- | -- | --- | ---------------------- | ----------------------------------------------- | ------------------- |
| 1992    | 4  | 0 | —  | —  | 4 | —  | —  | 0 | 13 | 20 | 0   | 5e                     |                                                 | Paul-André Cadieux  |
| 2012    | 2  | 1 | —  | —  | 1 | —  | —  | 0 | 6  | 3  | 3   | 2e du groupe Torriani  | 5-2 Adler Mannheim 1-5 Team Canada              | Hans Kossmann       |
| 2024    | 2  | 1 | —  | —  | — | —  | 1  | 0 | 8  | 7  | 4   | 1er du groupe Torriani | 4-2 HC Davos 7-2 Straubing Tigers Vainqueur (1) | Lars Leuenberger    |
| 2025    |    |   |    |    |   |    |    |   |    |    |     |                        |                                                 | Roger Rönnberg (en) |

## Coupes d’Europe
Ce chapitre récapitule le parcours de l’équipe en Coupes d’Europe.

### Ligue européenne
| Édition   | Tour             | Parcours | Entraîneur    |
| --------- | ---------------- | --- | ------------- |
| 1998-1999 | Phase de groupes | 2-4 Brûleurs de Loups de Grenoble · 1-5 HC Sparta Prague · 3-6 Metallourg Magnitogorsk · 0-7 Metallourg Magnitogorsk · 2-6 HC Sparta Prague · 3-4 a. p. Brûleurs de Loups de Grenoble · | André Peloffy |

### Ligue des champions
| Édition   | Tour                | Parcours | Entraîneur                    |
| --------- | ------------------- | --- | ----------------------------- |
| 2014-2015 | Huitièmes de finale | Phase de groupes : · 4-5 a. p. Djurgården Hockey · 6-3 Eisbären Berlin · 3-2 a. p. PSG Zlín · 3-2 fus. PSG Zlín · 2-0 Eisbären Berlin · 3-1 Djurgården Hockey · Séries éliminatoires : · 2-2 / 1-3 HIFK                           | Hans Kossmann Gerd Zenhäusern |
| 2015-2016 | Phase de groupes    | 3-4 fus. Lukko · 2-4 Lukko · 2-4 Luleå HF · 4-3 Luleå HF | Gerd Zenhäusern               |
| 2016-2017 | Demi-finales        | Phase de groupes : · 3-0 EHC Red Bull Munich · 5-2 Orli Znojmo · 3-1 Orli Znojmo · 1-3 EHC Red Bull Munich · Séries éliminatoires : · 1-1 / 4-1 HC Košice · 1-1 / 3-2 KalPa · 5-2 / 3-2 HC Vítkovice · 1-5 / 0-4 Frölunda Indians | Gerd Zenhäusern Larry Huras   |
| 2021-2022 | Huitièmes de finale | Phase de groupes : 6-2 HC Oceláři Třinec 5-2 HC Slovan Bratislava 4-3 HC Oceláři Třinec 2-0 HC Slovan Bratislava 5-2 Leksands IF 3-0 Leksands IF Séries éliminatoires : 2-4 / 2-3 EHC Red Bull Munich                             | Christian Dubé                |
| 2022-2023 | Huitièmes de finale | Phase de groupes : 3-2 Ilves 0-1 Stavanger Oilers 2-0 Ilves 3-0 Stavanger Oilers 1-0 EC Red Bull Salzbourg 3-2 fus. EC Red Bull Salzbourg Séries éliminatoires : 1-1 / 1-2 a. p. Mikkelin Jukurit                                 | Christian Dubé                |
| 2024-2025 | Huitièmes de finale | Phase de ligue (5e sur 24) : 4-3 Sheffield Steelers 0-1 fus. Storhamar Hamar 4-0 KAC Klagenfurt 3-7 HC Oceláři Třinec 9-3 Eisbären Berlin 3-2 a. p. Straubing Tigers Séries éliminatoires : 0-1 / 3-3 Växjö Lakers HC             | Patrick Emond                 |